# باول همفريز (مغني)
باول همفريز (بالإنجليزية: Paul Humphreys)‏ هو مغني وكاتب أغاني بريطاني، ولد في 27 فبراير 1960 في لندن في المملكة المتحدة.

## وصلات خارجية
- باول همفريز على موقع IMDb (الإنجليزية)
- باول همفريز على موقع ميوزك برينز (الإنجليزية)
- باول همفريز على موقع أول ميوزيك (الإنجليزية)
- باول همفريز على موقع ديسكوغز (الإنجليزية)
- باول همفريز على موقع قاعدة بيانات الفيلم (الإنجليزية)